# Poliana Botelho
Poliana Botelho (Muriaé, Minas Gerais; 15 de diciembre de 1988) es una artista marcial mixta brasileña que compite actualmente en la división de peso paja de Ultimate Fighting Championship. Anteriormente fue Campeona Femenina de Peso Mosca de Xtreme Fighting Championships.

## Carrera en las artes marciales mixtas

### Carrera temprana
Debutó como profesional en 2013, consiguiendo victorias por nocaut sobre Thais Raphaela e Ingrid Schwartz en Favela Kombat y KTAF respectivamente. En 2014, luchó por el vacante Campeonatl de Peso Mosca en la promoción Bitetti Combat. Perdió el combate por decisión unánime frente a la también artista marcial mixta brasileña Viviane Pereira. Más tarde firmó con el Xtreme Fighting Championships como peso mosca.

### Xtreme Fighting Championships
En 2014, se unió al segundo torneo de peso mosca femenino de XFC. Hizo su debut en la promoción en septiembre de 2014 en XFCi 6 contra la mexicana Karina Rodríguez, ganando la pelea por TKO. La victoria la llevó a la ronda semifinal del torneo.
Estaba programada para enfrentarse a Taila Santos en XFCi 8 en diciembre de 2014. Sin embargo, no llegó al peso, lo que provocó la cancelación del combate. A su vez, pasó a la ronda final del torneo.
En marzo de 2015, luchó una vez más bajo la bandera de XFC, esta vez enfrentándose a Antonia Silvaneide en la final del torneo de peso mosca femenino en XFCi 9. Ganó el combate por TKO en el primer asalto, convirtiéndose en la segunda ganadora de la historia del torneo. Tras la victoria, fue honrada con un desfile en su ciudad natal.
Ese mismo año, se enfrentó a Silvana Gómez Juárez, esta vez por el vacante Campeonato Femenino de Peso Mosca de XFC, en el evento XFCi 11. A pesar de ser derribada y casi sometida en los primeros asaltos, ganó el combate tras una suspensión médica entre asaltos. Se convirtió en la campeona femenina de peso mosca de la promoción.
Tras su éxito en XFC, dejó vacante el título y fue fichada por Ultimate Fighting Championship en 2016.

### Ultimate Fighting Championship
Se unió a la división de peso paja de la UFC. Se esperaba que hiciera su debut en la UFC contra Valerie Letourneau el 10 de diciembre de 2016 en UFC 206, pero se vio obligada a retirarse debido a una lesión. Fue sustituida por su antigua oponente y también campeona de XFC Viviane Pereira.
Se enfrentó a Pearl Gonzalez el 7 de octubre de 2017 en UFC 216. Ganó el combate por decisión unánime.
Se enfrentó a Syuri Kondo el 19 de mayo de 2018 en UFC Fight Night: Maia vs. Usman. Ganó el combate por TKO en el primer asalto.
Se enfrentó a Cynthia Calvillo el 17 de noviembre de 2018 en UFC Fight Night: Magny vs. Ponzinibbio. En el pesaje, Calvillo pesó 118 libras, 2 libras por encima del límite de peso pajizo de 116 libras. Se le impuso una multa del 20 por ciento de su bolsa, que fue a parar a manos de su rival, Botelho, y el combate continuó con el peso acordado. Perdió el combate por sumisión en el primer asalto.
Fue brevemente vinculada a un enfrentamiento con Paige VanZant el 13 de abril de 2019 en UFC 236. Sin embargo, pocos días después de que se filtrara el emparejamiento, VanZant anunció que no competiría en la cartelera debido a una fractura en el brazo derecho. VanZant fue sustituida por Lauren Mueller. Ganó el combate por decisión unánime.
Estaba programada para enfrentarse a Maryna Moroz el 17 de agosto de 2019 en UFC 241. Sin embargo, se informó el 1 de agosto de 2019 que Moroz se vio obligada a retirarse del evento citando una lesión.
Se enfrentó a Gillian Robertson el 18 de octubre de 2020 en UFC Fight Night: Ortega vs. The Korean Zombie. Perdió el combate por decisión unánime.
Estaba programada para enfrentarse a Ji Yeon Kim el 1 de mayo de 2021 en UFC on ESPN: Reyes vs. Procházka. Sin embargo, Kim se retiró del combate el 22 de marzo alegando una lesión y fue sustituida por Mayra Bueno Silva. Bueno sufrió una lesión en la espalda a finales de marzo y fue retirada del combate. Bueno fue sustituida por Luana Carolina. Perdió el combate por decisión dividida.
Estaba programada para enfrentarse a Ji Yeon Kim el 22 de enero de 2022 en UFC 270, pero se retiró en su lugar y el emparejamiento fue desechado.
Se enfrentó a Karine Silva el 4 de junio de 2022 en UFC Fight Night: Volkov vs. Rozenstruik. Perdió el combate por sumisión en el primer asalto.

## Campeonatos y logros

### Artes marciales mixtas
- Xtreme Fighting Championships
  - Campeona Femenina de Peso Mosca de Xtreme Fighting Championships (una vez) vs. Silvana Gómez Juárez[8]

## Récord en artes marciales mixtas
| Resultado | Récord | Oponente             | Método                                 | Evento                                        | Fecha                    | Ronda | Tiempo | Localización      | Notas                                                                   |
| --------- | ------ | -------------------- | -------------------------------------- | --------------------------------------------- | ------------------------ | ----- | ------ | ----------------- | ----------------------------------------------------------------------- |
| Derrota   | 8-5    | Karine Silva         | Sumisión (estrangulamiento D'Arce)     | UFC Fight Night: Volkov vs. Rozenstruik       | 4 de junio de 2021       | 1     | 4:55   | Las Vegas, Nevada |                                                                         |
| Derrota   | 8-4    | Luana Carolina       | Decisión (dividida)                    | UFC on ESPN: Reyes vs. Procházka              | 1 de mayo de 2021        | 3     | 5:00   | Las Vegas, Nevada | Combate de peso acordado (128.5 libras); Carolina no alcanzó el peso.   |
| Derrota   | 8-3    | Gillian Robertson    | Decisión (unánime)                     | UFC Fight Night: Ortega vs. The Korean Zombie | 18 de octubre de 2020    | 3     | 5:00   | Abu Dhabi         |                                                                         |
| Victoria  | 8-2    | Lauren Mueller       | Decisión (unánime)                     | UFC 236                                       | 13 de abril de 2019      | 3     | 5:00   | Atlanta, Georgia  | Regreso al peso mosca.                                                  |
| Derrota   | 7-2    | Cynthia Calvillo     | Sumisión (estrangulamiento por detrás) | UFC Fight Night: Magny vs. Ponzinibbio        | 17 de noviembre de 2018  | 1     | 4:48   | Buenos Aires      | Combate de peso acordado (118 libras); Calvillo no alcanzó con el peso. |
| Victoria  | 7-1    | Syuri Kondo          | TKO (patada al cuerpo y puñetazos)     | UFC Fight Night: Maia vs. Usman               | 19 de mayo de 2018       | 1     | 0:33   | Santiago de Chile |                                                                         |
| Victoria  | 6-1    | Pearl Gonzalez       | Decisión (unánime)                     | UFC 216                                       | 7 de octubre de 2017     | 3     | 5:00   | Las Vegas, Nevada | Debut en el peso paja.                                                  |
| Victoria  | 5-1    | Silvana Gómez Juárez | TKO (parada médica)                    | XFC International 11                          | 19 de septiembre de 2015 | 4     | 5:00   | São Paulo         | Ganó el vacante Campeonato Femenino de Peso Mosca de XFC.               |
| Victoria  | 4-1    | Antonia Silvaneide   | TKO (puñetazos)                        | XFC International 9                           | 14 de marzo de 2015      | 1     | 1:36   | São Paulo         |                                                                         |
| Victoria  | 3-1    | Karina Rodríguez     | TKO (patada al cuerpo)                 | XFC International 6                           | 27 de septiembre de 2014 | 3     | 2:15   | Araraquara        |                                                                         |
| Derrota   | 2-1    | Viviane Pereira      | Decisión (unánime)                     | Bitetti Combat 20                             | 7 de junio de 2014       | 3     | 5:00   | Búzios            | Por el vacante Campeonato Femenino de Peso Mosca de Bitetti Combat.     |
| Victoria  | 2-0    | Ingrid Schwartz      | TKO (puñetazos)                        | KTA Fight 1                                   | 14 de diciembre de 2013  | 1     | N/A    | Cataguases        |                                                                         |
| Victoria  | 1-0    | Thais Raphaela       | TKO (puñetazos)                        | Favela Kombat 8                               | 28 de septiembre de 2013 | 1     | N/A    | Niterói           |                                                                         |